# Rhadern
Rhadern is een plaats in de Duitse gemeente Lichtenfels (Hessen), deelstaat Hessen, en telt 370 inwoners (2007).